# Fernanda Fragateiro

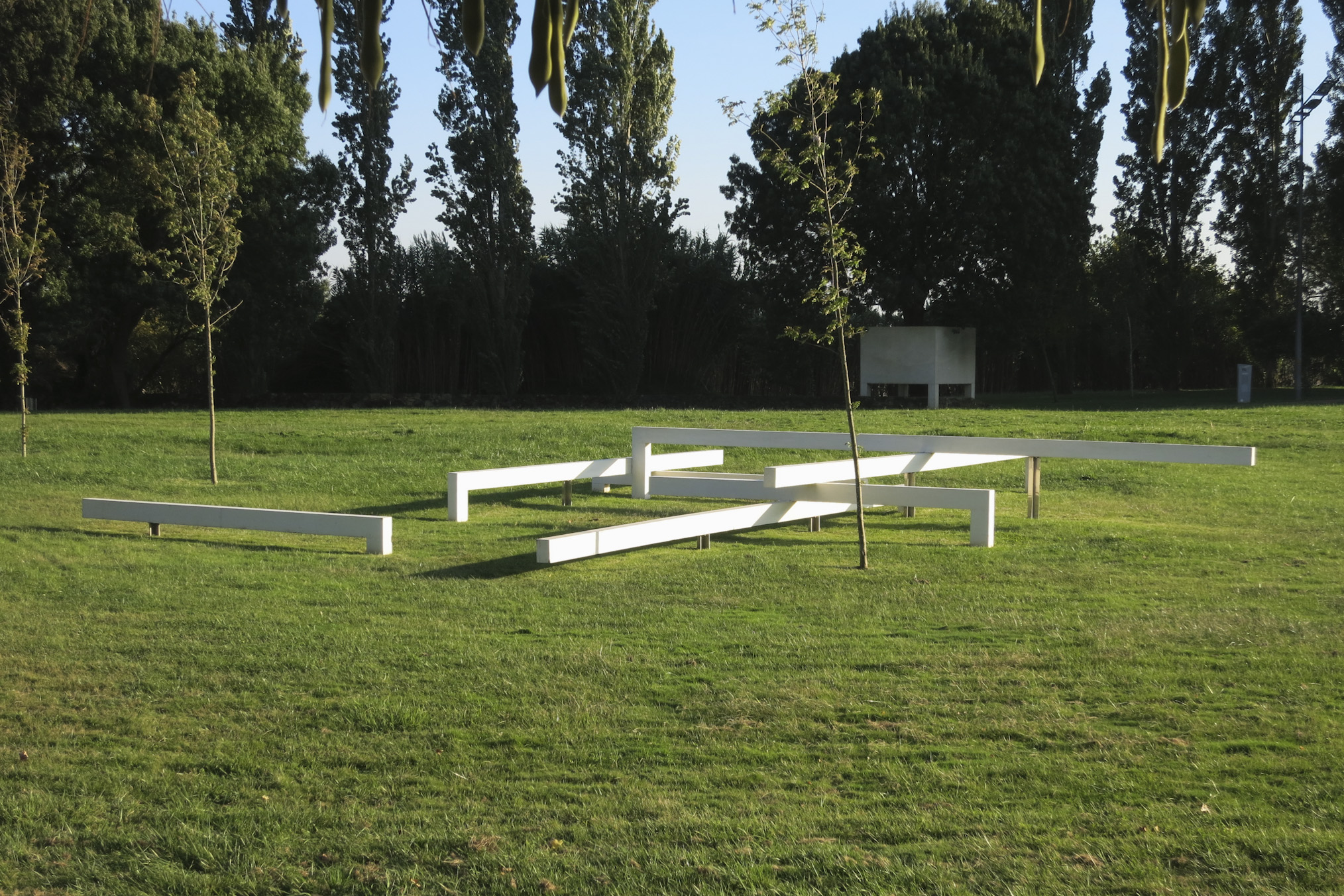
Concrete Poem, 2012, vigas em betão branco e peças de aço inox, 129 x 1000 x 150 cm; Parque de escultura contemporânea, Vila Nova da Barquinha

Fernanda Fragateiro (Montijo, 1962) é uma artista plástica portuguesa.

## Biografia
Estudou na Escola de Artes Decorativas António Arroio (1978-1981), no Ar.Co. (1981-1982) e na Escola Superior de Belas-Artes de Lisboa (1983-1987).
Na sua extensa obra, Fernanda Fragateiro desenvolve um trabalho fortemente apoiado num interesse por práticas artísticas e arquitectónicas da vanguarda do séc. XX. Um interesse que informa o próprio trabalho e muitas vezes ganha forma através de alterações subtis de paisagens ou objectos existentes, que naturalmente revelam histórias contidas em si mesmos. Trabalhando sobre uma vasta gama de materiais e referências, a sua obra conserva um estilo claramente definido, resultado de uma estética minimalista no que toca à forma, à cor e à textura da superfície.
Ao longo do seu percurso, Fernanda Fragateiro sempre usou a escultura e a instalação como principal meio de expressão, trabalhando sobre espaço nas suas variadas manifestações fenomenológicas, tais como: arquitectónica, escultórica, privada, pública, temporal, socialmente determinada, seja através de obras de escultura, instalações ou intervenções ao ar livre, como jardins, colaborações em projetos arquitectónicos ou obras que se baseiam na participação pública.[carece de fontes?]

## Exposições
Fernanda Fragateiro expôs no Anozero – Bienal de Arte Contemporânea de Coimbra (Coimbra, 2017), Museu de Arte, Arquitectura e Tecnologia (Lisboa, 2017), Galleria Nazionale d’Arte Moderna e Contemporanea de Roma (2017), na Fundação Eugénio de Almeida (Évora, 2017, 2015), Palm Springs Art Museum (2016), Fundação Calouste Gulbenkian (Lisboa, 2016, 2012, 2004; Paris, 2013; Londres, 2013), CaixaForum (Barcelona, 2016, 2004), Orlando Museum of Art (2015), Palais des Beaux-Arts de Paris (2015), Carpenter Center for the Visual Arts, Harvard University (Cambridge, 2015), Krannert Art Museum (Champaign, 2015), CIFO Art Space (Miami, 2014), Bronx Museum (Nova Iorque, 2014), Mitxelena Kulturunea (San Sebastian, 2014), MUAC Museo Universitario Arte Contemporáneo (Cidade do México, 2014), Dublin Contemporary (2011), Trienal de Arquitectura de Lisboa (2010) Institut Valencià d'Art Modern (Valencia, 2008); Centro Cultural de Belém (Lisboa, 2007); Centro Galego de Arte Contemporánea (Santiago de Compostela, 2006), Fundação de Serralves (Porto, 2005), Culturgest (Lisboa, 2003).

## Colecções
A sua obra está representada em várias colecções públicas e privadas, entre as quais: 
- The Ella Fontanals Cisneros Collection (Miami)
- Fundación Neme (Bogotá)
- Fundação de Serralves (Porto)
- Fundação EDP (Lisboa)
- Fundação Calouste Gulbenkian (Lisboa)
- António Cachola Collection (Elvas)
- Museu Colecção Berardo (Lisboa)
- Culturgest (Lisboa)
- Centro Galego de Arte Contemporanea (Santiago de Compostela)
- Museo Nacional Centro de Arte Reina Sofía (Madrid)
- Marcelino Botín Foundation (Santander)
- La Caixa Foundation (Barcelona)
- Museo de Arte Contemporáneo Helga de Alvear (Cáceres)

## Reconhecimentos e Prémios
- 1997 - Prémio de Aquisição: Ausência, Portugal Telecom;[4]
- 2000 - 2.º Prémio da Biennale Internationale de Céramique de Vallauris;[4]
- 2001- Prémio Tabaqueira da Arte Pública (Açores);[5][6]
- 2004/2005 - Beca de la Fundación Marcelino Botín;[4]
- 2013 - Autora do Prémio Carreira Trienal de Lisboa Millennium bcp que nesse ano foi atribuído a Kenneth Frampton;[7]
- 2017 - Prémios SOQUIL de artes plásticas atribuído pela AICA pelas exposições "A reserva das coisas no seu estado latente" (Fundação Eugénio de Almeida, Évora) e "Dos arquivos, à matéria, à construção" (MAAT, Lisboa).[8][9]
- 2021 - António Costa, primeiro-ministro de Portugal à data, elogia o trabalho da autora aquando da inauguração da escultura "A poesia é", no âmbito do 47º aniversário do 25 de Abril de 1974, e que se encontrava patente nos jardins do Palácio de São Bento;[10]
- 2023 - Premio Apertura, atribuído pela Comunidad de Madrid pela escultura "As Found 2" (Galeria Elba Benítez, Madrid);[11]

## Ligações Externas
- Site Oficial | Fernanda Fragateiro
- Museu Berardo | A Minha Obra e Eu: Fernanda Fragateiro (2020)
- Trailer | Documentário Lugares Perfeitos sobre a obra de Fernanda Fragateiro de Luís Alves de Matos